# Juan Pablo García (político argentino)
Juan Pablo García (Dolores, Buenos Aires, 22 de enero de 1979) es un abogado y dirigente político argentino. Es el actual intendente del partido de Dolores por la coalición Unión por la Patria.
Cursó sus estudios secundarios en el Colegio Nacional de Dolores, y se recibió de abogado en la Universidad Nacional de Mar del Plata. 

## Trayectoria política
Desde 2011 hasta 2015 fue concejal opositor en la ciudad de Dolores. Ocupó en la Administración Nacional de la Seguridad Social diferentes roles de relevancia nacional, como por ejemplo Director de la Red Buenos Aires.
Entre los años 2019 y 2021 fue Director Nacional de Becas Progresar. A través de esta política pública, 1.700.000 jóvenes argentinos pudieron volver a estudiar.
En 2022 asumió como Presidente del Partido Justicialista de Dolores encabezando una lista de unidad local. A partir de allí el peronismo de Dolores recuperó la unidad, convocando a ex intendentes de la ciudad como Luis Lovari y Alfredo Meckievi. 
En 2023 fue electo intendente de Dolores desplazando a Camilo Etchevarren, quien gobernó la ciudad durante 16 años.

## Intendente de Dolores
En mayo de 2023 anunció su precandidatura a Intendente por Unión por la Patria.   La campaña del joven dirigente justicialista tuvo 16 propuestas, principalmente centradas en la salud, la transparencia, la educación y el trabajo privado y de calidad. Su eslogan hasta las PASO fue “Otra manera de gobernar” y luego, en la etapa final, se centró en el voto útil para persuadir a todo el voto opositor a Etchevarren, utilizando el concepto de cambio, y la idea de mejorar sin destruir lo que se hizo hasta el momento. Juan Pablo García habló además en sus discursos sobre la necesidad de que exista alternancia, ya que su rival oficialista llevaba en el cargo 16 años.
El triunfo de García en las elecciones de octubre fue 9.149 votos contra 8.925 de Etchevarren. En porcentaje fue 45,25% a 44,15%. Cabe recordar que en las elecciones Primarias Abiertas Simultáneas y Obligatorias (PASO), Etchevarren había superado por 815 votos a García.
La de García fue una victoria histórica, ya que cortó 16 años sin alternancia política, y fue el único municipio de la Quinta Sección electoral que cambió de signo político en 2023.

## Primeros días de gobierno
Sus primeras medidas de gobierno fueron todas orientadas a la rendición de cuentas, la austeridad y la transparencia: firmó un decreto “para que no haya más vales de combustible para los autos particulares", presentó su declaración jurada, eliminó 16 cargos políticos y gran parte de los teléfonos particulares de la Municipalidad, entre otras iniciativas.

### Elecciones 2023
| Candidato          | Partido              | Votos | %     |
| ------------------ | -------------------- | ----- | ----- |
| Juan Pablo García  | Unión por la Patria  | 9.149 | 45,25 |
| Camilo Etchevarren | Juntos por el Cambio | 8.925 | 44,15 |
| Gastón Garófalo    | La Libertad Avanza   | 2.143 | 10,60 |

## Redes sociales
- Juan Pablo García en Instagram
- Juan Pablo García en Facebook
- Juan Pablo García en Twitter